# Marie-Ange Rioust de Largentaye
Pour les articles homonymes, voir Marie-Ange.
Marie-Ange Rioust de Largentaye est un homme politique français né le 30 juin 1797 au château de l'Argentaye (Côtes-du-Nord) et mort le 8 mars 1856 à Saint-Brieuc (Côtes-du-Nord).

## Biographie
Issu d'une famille anoblie pour services militaires sous l'Ancien Régime, fils de Frédéric Rioust des Villesaudrains, et d'Agathe Éléonore de Lesquen, il se présente une première fois aux élections législatives, en 1842, où il échoue. Il est par contre élu en juillet 1849, lors des élections complémentaires et siège dans la majorité monarchiste. Il est battu lors des élections législatives de février 1852, face au candidat officiel.
Marié à Caroline du Breil de Pontbriand, fille de Marie-Ange du Breil de Pontbriand et de Caroline du Plessis de Grenédan, il est le père de Charles Rioust de Largentaye.

## Source
- « Marie-Ange Rioust de Largentaye », dans Adolphe Robert et Gaston Cougny, Dictionnaire des parlementaires français, Edgar Bourloton, 1889-1891 [détail de l’édition]